# 埼玉県防犯協会連合会
公益社団法人 埼玉県防犯協会連合会（こうえきしゃだんほうじんさいたまけんぼうはんきょうかいれんごうかい）は、埼玉県さいたま市浦和区に本部を置く公益社団法人。

## 概要
埼玉県警察や地域ボランティアなどと協働し、地域安全活動への支援を行い、風俗環境浄化活動や少年健全育成活動などを行っている。また、広報誌として「地域安全ニュース BOUHAN」を発行している。

## 役員
会長
- 田中暄二[1]

副会長
- 吉田昇
- 神保国男

## 本部所在地
- 埼玉県さいたま市浦和区高砂3-13-3　衛生会館内